# سنارة
سنارة قرية سوريّة تتبع إداريّاً لمحافظة حلب منطقة عفرين ناحية شيخ الحديد، بلغ تعداد سكانها 1,308 نسمة حسب التعداد السكاني لعام 2004.